# Tokarëvskij rajon
Il Tokarëvskij rajon (in russo Токарёвский район?) è un rajon dell'Oblast' di Tambov, nella Russia europea; il capoluogo è Tokarëvka. Istituito nel 1928, ricopre una superficie di 1.450 chilometri quadrati e consta di una popolazione di circa 19.000 abitanti.